# Campo Setenta y Dos
Campo Setenta y Dos är en ort i Mexiko.   Den ligger i kommunen Riva Palacio och delstaten Chihuahua, i den nordvästra delen av landet, 1 300 km nordväst om huvudstaden Mexico City. Campo Setenta y Dos ligger 2 109 meter över havet och antalet invånare är 177.
Terrängen runt Campo Setenta y Dos är platt åt nordväst, men åt sydost är den kuperad. Runt Campo Setenta y Dos är det mycket glesbefolkat, med 3 invånare per kvadratkilometer. Campo Setenta y Dos är det största samhället i trakten. Omgivningarna runt Campo Setenta y Dos är i huvudsak ett öppet busklandskap.